# Giorgio Pietrostefani
Giorgio Pietrostefani (L'Aquila, 10 novembre 1943) è un attivista, scrittore  ed ex dirigente d'azienda italiano.
È stato il fondatore con Adriano Sofri di Lotta Continua ed è stato condannato a 22 anni, con Sofri, come mandante dell'omicidio Calabresi, del quale si dichiara innocente, come gli altri imputati (ad eccezione di Leonardo Marino). Ha scontato solo una minima parte della pena (circa 2 anni) essendosi poi rifugiato in Francia protetto dalla dottrina Mitterrand. La pena (ridotta a 16 anni da alcuni indulti, quindi 14 anni da scontare) si prescriverà nel 2027 (non è stata contestata l'aggravante di attentato a fini di eversione, ma il reato comune di concorso morale in omicidio).
Per la giustizia francese non era estradabile oltre che per la dottrina Mitterrand, anche perché il reato era considerato già prescritto, ma l'Italia non aveva mai presentato formale richiesta, ci fu solo un rifiuto di arresto come risposta al mandato europeo di cattura per custodia cautelare, fino alla successiva pronuncia cassazionale.
Il 28 aprile 2021 è stato arrestato in Francia, su richiesta dell'Italia, insieme ad altri 6 ex terroristi (Enzo Calvitti, Giovanni Alimonti, Roberta Cappelli, Marina Petrella, Sergio Tornaghi e Narciso Manenti) e posto in seguito in libertà vigilata. Il 29 giugno 2022 la Corte d'Appello di Parigi ha negato l'estradizione.
Nel marzo 2023 la Cassazione francese ha confermato la non concessione dell'estradizione.

## Biografia
Giorgio Pietrostefani nacque all'Aquila da Stanislao, in seguito prefetto di Arezzo, ed Elisabetta Centofanti, impiegata statale. Da giovane fu un promettente tennista e, nel 1960, si aggiudicò la vittoria nel doppio ai campionati abruzzesi juniores, facendo coppia con Bruno Vespa.
Nel 1962 si trasferì a Pisa per studiare ingegneria nell'ateneo locale, ma abbandonò precocemente gli studi per dedicarsi all'attività politica; si laureò poi in architettura una volta terminata la militanza attiva. Durante gli anni Sessanta aderì al movimento studentesco e conobbe Adriano Sofri, anch'egli studente a Pisa, con cui fondò il gruppo di sinistra extraparlamentare Lotta Continua, di cui fu responsabile in capo del servizio d'ordine.
Al termine degli anni di piombo, abbandonò l'ideologia marxista e rinnegò come «fanatiche» molte delle idee precedentemente professate. Fu dirigente d'azienda all'Eni, alla Snam e, infine, alle Officine Meccaniche Reggiane, posizione che mantenne fino al suo primo arresto, avvenuto nel 1988.
Nel gennaio 2019 il settimanale Panorama ha appurato che Pietrostefani da anni beneficia di una pensione dall'Inps di oltre 1500 euro.

### Processo e fuga in Francia
Secondo la sentenza definitiva, nel 1972 Ovidio Bompressi, militante di Lotta continua, assieme ad un altro militante, Leonardo Marino, ha ucciso in un agguato il 17 maggio del 1972 a Milano il commissario di polizia Luigi Calabresi su mandato dei due leader dell'organizzazione Adriano Sofri e Giorgio Pietrostefani. Nell'agguato Bompressi colpì a morte il commissario, mentre Leonardo Marino guidò l'auto usata per la fuga.
La condanna si basa unicamente sulla testimonianza del pentito Marino, che fu inizialmente condannato a 11 anni di carcere, salvo poi veder ridotta la pena in quanto pentito, fino a che questa non cadde in prescrizione perché le more dei ricorsi del processo fecero scattare la prescrizione. L'altro presunto partecipante all'agguato e i due presunti mandanti, leader dell'organizzazione, Adriano Sofri e Giorgio Pietrostefani furono condannati a 22 anni di reclusione. Pietrostefani, già residente in Francia dagli anni '90, tornò volontariamente per il processo e fu arrestato nel 1997.
Scarcerato nel 1999 per la revisione del processo e condannato ancora nel 2000, per sottrarsi all'esecuzione della condanna definitiva si è reso latitante rifugiandosi nuovamente in Francia; gli è quindi stata accordata la protezione giuridica della dottrina Mitterrand. Non è mai stata presentata una formale richiesta di estradizione al governo di Parigi, e per la legge francese il reato è già prescritto.
Nel 2016 Pietrostefani ha subito un trapianto di fegato a causa di un tumore epatico e ha subito poi numerose operazioni e cure, essendo da allora in stato di immunosoppressione cronica, dovuta ai farmaci anti-rigetto. Nel 2019, dopo l'arresto di Cesare Battisti, politici italiani vicini al ministro degli interni Matteo Salvini affermano di voler chiedere l'estradizione alla Francia di diversi latitanti lì rifugiati, tra cui Pietrostefani che risiede a Parigi.

### Movimento per la grazia

Adriano Sofri e Giorgio Pietrostefani, con l'avvocato Massimo Di Noia (al centro), durante un'udienza del processo d'appello (1991).

Ci fu in Italia (e non solo) un movimento di opinione pubblica, prevalentemente di sinistra, ma sostenuto anche da personaggi di altre correnti politiche, intorno alle persone condannate per l'omicidio Calabresi: ne sono esponenti di spicco Giuliano Ferrara e Gad Lerner. In una parte dell'opinione pubblica si è diffuso un movimento di sostenitori volto a promuovere un atto di clemenza nei confronti di Bompressi, Pietrostefani e Sofri, ricollegandosi al dispositivo di sentenza del 2000, che li dichiarava colpevoli ma riabilitati, e a una dichiarazione della vedova del commissario che affermava di non opporsi al provvedimento. A questa si contrappose un'altra parte che ritiene che costoro dovessero scontare la pena irrogata.:
Ci furono vari tentativi di ottenere la grazia ai condannati per l'omicidio Calabresi. Bompressi la ottenne nel 2006 mentre Sofri scontò la pena sotto diversi regimi di detenzione fino al 2012, quando venne scarcerato in seguito ad alcuni sconti. Pietrostefani ha scontato solo un breve periodo di carcerazione preventiva nel 1988 e due anni dal 1997 al 1999 (quando in seguito a temporanea scarcerazione per revisione del processo, ne approfittò per rifugiarsi in Francia nel 2000), e la maggior parte della condanna è tuttora pendente su di lui.

#### Primo tentativo
Nel 1997, lo stesso anno in cui vennero pronunciate le condanne definitive per l'omicidio, il Presidente Oscar Luigi Scalfaro sollecitato da numerosi parlamentari, circa 200, e da cittadini comuni (160 000 firmatari), rifiutò di firmare la grazia, con una lettera aperta agli allora Presidenti delle Camere, Luciano Violante e Nicola Mancino, contenente le seguenti motivazioni:

#### Secondo tentativo
Cambiata la maggioranza parlamentare, in seguito alle elezioni politiche del 2001, la domanda fu ripresentata. Le domande presentate nella legislatura 2001-2006, hanno sempre avuto parere negativo da parte del magistrato competente al cui parere si è adeguato il Ministro della Giustizia Roberto Castelli, malgrado il Presidente della Repubblica Carlo Azeglio Ciampi avesse nello stesso periodo più volte manifestato la volontà di concederla, tanto da giungere a un conflitto di giurisdizione con il guardasigilli risolto poi dalla Corte Costituzionale che, con sentenza n.200 del 18/05/2006, ha stabilito che non spetta al Ministero della giustizia di impedire la prosecuzione del procedimento di grazia; il Presidente della Repubblica dispone autonomamente del Potere di Grazia anche senza la firma del guardasigilli. Alla fine la grazia non fu concessa perché la sentenza fu emessa tre giorni dopo il termine del mandato presidenziale di Ciampi.

#### Terzo tentativo
Il presidente della Repubblica Giorgio Napolitano, il 1º giugno 2006 ha concesso la grazia ad Ovidio Bompressi, ma non a Pietrostefani e a Sofri (pena estinta nel 2012), che non fecero mai richiesta.

### Arresto
Il 28 aprile 2021, grazie al mandato di cattura (dieci mandati dei circa duecento richiesti dall'Italia) emanato dal Presidente francese Emmanuel Macron, è stato arrestato a Parigi insieme a sei ex brigatisti. L'operazione è stata condotta dall'Antiterrorismo della polizia francese in collaborazione con l'Antiterrorismo della polizia italiana. I dieci italiani ricercati sono accusati di terrorismo tra gli anni '70 e gli anni '80. Pietrostefani deve scontare una pena di 14 anni, 2 mesi e 11 giorni. Il giorno seguente tutti gli arrestati sono stati posti in libertà vigilata.
Il 30 settembre 2021 non si è presentato all'udienza chiesta dagli avvocati degli arrestati in quanto ricoverato in gravi condizioni. Il 29 giugno 2022 la Corte d'Appello di Parigi ha negato l'estradizione.

## Attività come scrittore
Ha scritto e pubblicato con Jaca Book alcuni saggi: La Tratta Atlantica. Genocidio e Sortilegio, La guerra corsara forma estrema del libero commercio, Geografia delle droghe illecite. Guerra alla Droga = Droga alla Guerra. È stato sposato con la sindacalista Fiorella Farinelli, esperta di formazione e didattica.